# Mycerinus sclerophyllus
Mycerinus sclerophyllus är en ljungväxtart som beskrevs av A. C. Smith. Mycerinus sclerophyllus ingår i släktet Mycerinus och familjen ljungväxter. Inga underarter finns listade i Catalogue of Life.